# Tokimeki Memorial Girl's Side: 2nd Kiss
Tokimeki Memorial Girl's Side: 2nd Kiss è il sequel di Tokimeki Memorial Girl's Side ed il quinto gioco della serie di Simulatori di appuntamenti Tokimeki Memorial distribuito all'inizio per PlayStation 2 ed in annunciato per Nintendo DS col titolo Tokimeki Memorial Girl's Side: 2nd Season.
Il gioco è stato sviluppato in seguito all'enorme popolarità riscossa da "Tokimeki Memorial Girl's Side", ed infatti il gioco è stato personalizzato per assecondare le esigenze delle giocatrici. Anche in questo gioco è stato utilizzato il sistema EVS, che permette ai personaggi del gioco di chiamare il giocatore per nome.

## Personaggi "conquistabili"
- Teru Saeki (佐伯 瑛)
- Katsumi Shiba (志波 勝己)
- Itaru Hikami (氷上 格)
- Kōnoshin Hariya (針谷 幸之進)
- Christopher Weatherfield (クリストファー・ウェザーフィールド)
- Shōta Amachi (天地 翔太)
- Takafumi Wakaōji (若王子 貴文)
- Motoharu Masaki (真咲 元春)
- Kazuyuki Akagi (赤城 一雪)
- Tatsuko Tōdō (藤堂 竜子)
- Chiyomi Onoda (小野田 千代美)
- Haruhi Nishimoto (西本 はるひ)
- Hisoka Mizushima (水島 密)